# Kriegskartoffelbrot
Pour les articles homonymes, voir KK.

Le Kriegskartoffelbrot est un pain de guerre allemand à base de pommes de terre. Ce pain, distribué aux prisonniers de guerre dans les camps allemands au cours de la Première Guerre mondiale, a été surnommé « pain KK » ou « pain caca ».